# FN FNAR
 (novembre 2017).
Si vous disposez d'ouvrages ou d'articles de référence ou si vous connaissez des sites web de qualité traitant du thème abordé ici, merci de compléter l'article en donnant les références utiles à sa vérifiabilité et en les liant à la section « Notes et références ».
Le FN FNAR est un fusil semi-automatique dont la fabrication a commencé en 2008.
C'est un produit de la filiale américaine de la société belge FN Herstal, la FN Manufacturing Co.
En dépit de son nom, le FNAR n'est pas un fusil d'assaut. Il est plutôt est basé sur le fusil de chasse Browning BAR (ce qui n'a rien à voir avec le fusil original Browning BAR M1918 de la Seconde Guerre mondiale).